# Палац Мітра
38°51′05″ пн. ш. 9°08′22″ зх. д. / 38.851433° пн. ш. 9.139555° зх. д.
Палац Мітра, широко відомий як Палац архієпископів, є колишньою літньою резиденцією спочатку архієпископів, пізніше Лісабонських патріархів, розташований у парафії Санту-Антан-ду-Тожал, в Лореші.

## Історія
Це було сільське господарство під назвою Санту-Антан-ду-Тожал, яке Педро Вієгаш продав  єпископу Лісабона Домінгушу Анесу Жардо .
Палац був побудований за наказом архієпископа Д. Фернанду де Васкончелушом близько 1554 року. Цей палац замінив примітивний будинок XIII століття.
У XVIII столітті перший патріарх Лісабона Д. Томаш де Альмейда перебудував палац в стилі бароко, згідно з тогочасною модою. Архітектором був італієць Каневарі, який працював над ним до 1732 року.

## Опис Палацу
Будівля має П-подібну форму; на фасаді, в італійському стилі, розміщені три мармурові (камінь з Керрари) статуї: Святого Бруно Кельнського (засновника Ордену Картузіанців), Королеви Ізабели Португальської та Непорочного Зачаття. В інтер’єрі використані типові синьо-білі португальські кахлі XVIII століття, які зображають сезони, сцени із сільського життя, полювання чи риболовлі, міфологічні фігури; на палацових кухнях представлена кулінарна тематика.
Деякі з цих кахлів пізніше були перенесені до Патріаршого палацу у Сан-Вісенте-де-Фора,  сьогодні представлені в Національному музеї стародавнього мистецтва.
До палацу також входять два голубника, акведук, довжиною у 2 км, який використовувався для постачання водою двох фонтанів — всі споруди XVIII століття.

## Захист Палацу
Протягом XX століття у палаці проводилось декілька реставраційних робіт, що фінансувалися Генеральним управлінням національних будівель та пам'ятників.
Комплекс, утворений палацом, акведуком, голубниками, фонтанами, каплицею і навіть монументальними вхідними воротами, охороняється як Культурна спадщина Португалії, постановами № 30 762 від 26 вересня 1940 та 32 973 від 18 серпня 1943 року.

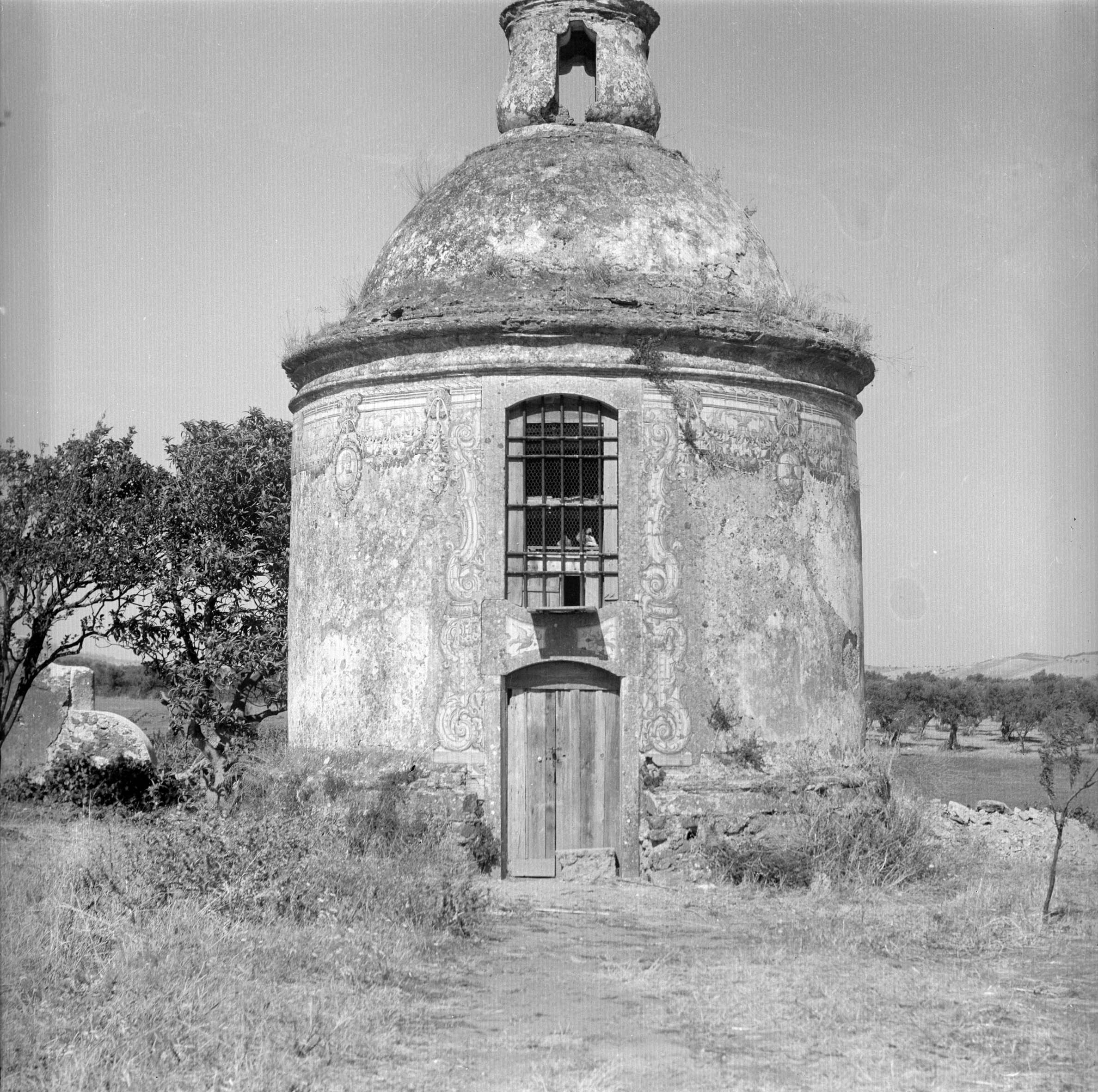
Церква Санту-Антан-ду-Тожал при Палаці Мітра, Лореш
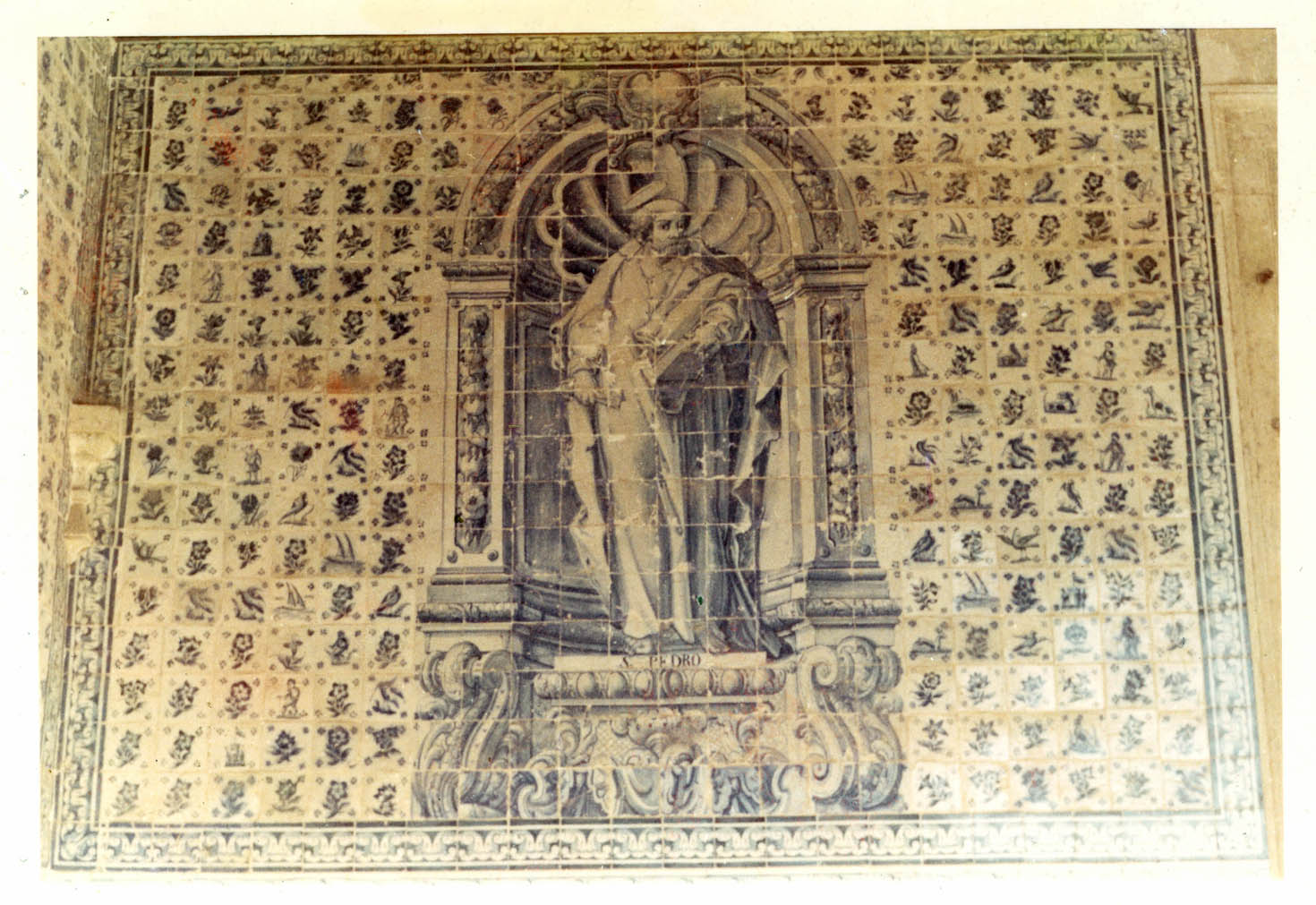
Азулєжу в Палаці мітра
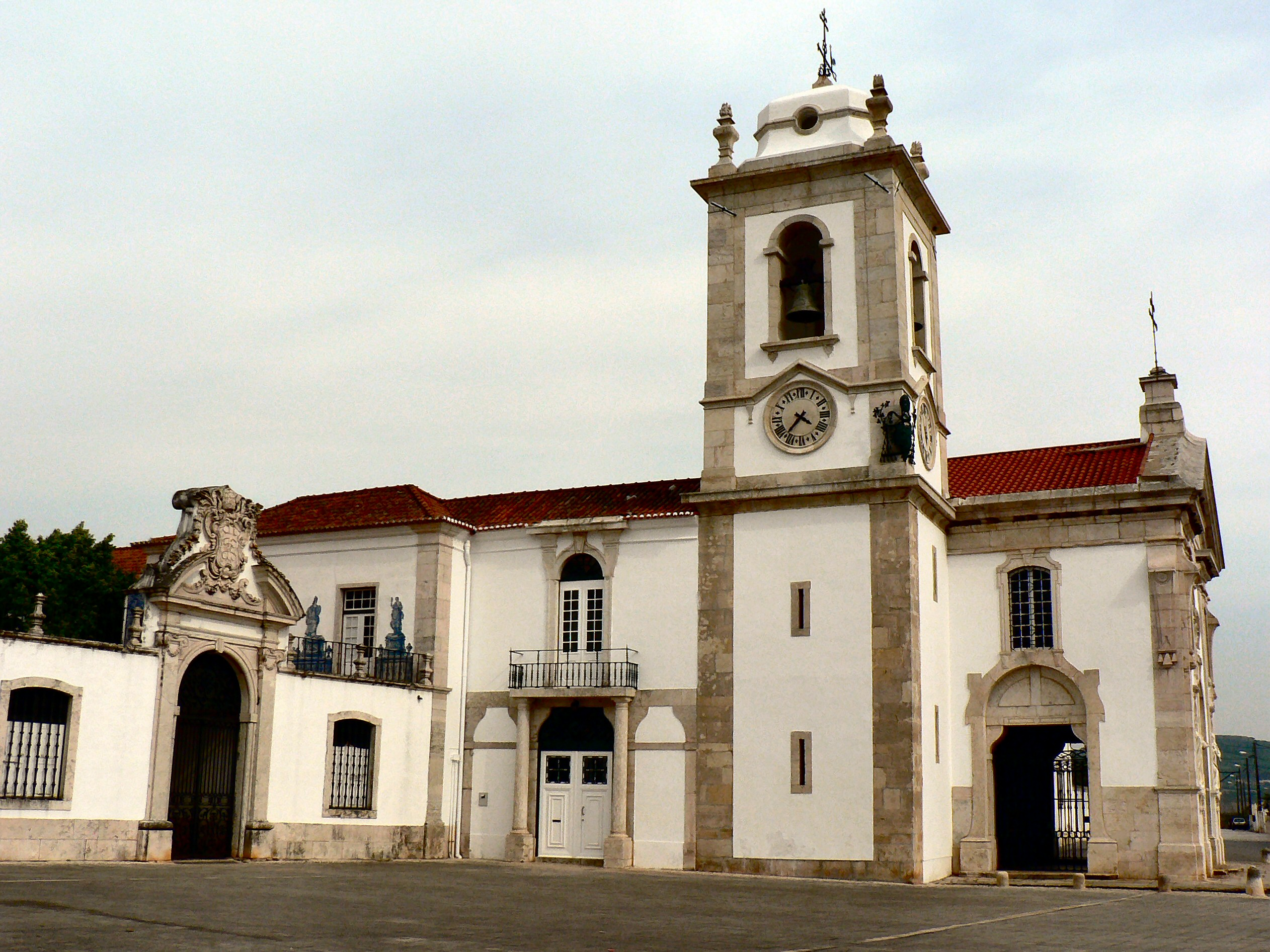
Фасад Палацу